# جستن جريننج
جستين غريننغ (بالإنجليزية: Justine Greening)‏ (وُلدت في 30 نيسان/ أبريل عام 1969)، سياسية بريطانية سابقة شغلت منصب وزير التعليم في البلاد منذ عام 2016 وحتى 2018، وكانت عضواً في البرلمان نيابةً عن بوتني منذ عام 2005 وحتى 2019، ورغم انتخابها بدايةً كعضو في الحزب المحافظ، عُلّقت عضويتها فيه في 3 أيلول/سبتمبر عام 2019، لتصبح مستقلة بعد ذلك.
شغلت غريننغ في حكومة كاميرون كلاً من منصبي الوزير الاقتصادي لخزينة الدولة ووزير النقل، قبل تعيينها وزيرة البلاد للتنمية الدولية في أيلول/سبتمبر عام 2012، وعملت من 14 تموز/يوليو 2016 وحتى 8 كانون الثاني/يناير عام 2018 كوزيرة للتعليم ووزيرة لشؤون المرأة والمساواة في حكومة ماي، واستقالت من منصبها كوزيرة للتعليم في التعديل الوزاري في كانون الثاني/يناير عام 2018، وأعلنت في 3 أيلول/سبتمبر عام 2019 أنها لن تشارك في الانتخابات العامة التالية كمحافظِة، فعُلقت عضويتها في الحزب المحافظ جراء ذلك. 

## مطلع حياتها
وُلدت غرينييغ في روذرهام، حيث ارتادت مدرسة أوكوود الشاملة، ودرست بعد ذلك الاقتصاد والمحاسبة في جامعة ساوثامبتون، وتخرجت بمرتبة شرف عام 1990، وحصلت على ماجستير تنفيذي في إدارة الأعمال من كلية لندن للأعمال عام 2000.
وقبل انضمامها للبرلمان، تدربت وتأهلت كمحاسبة، وعملت كمديرة مالية ومحاسبة لدى عدة شركات من بينها برايس ووتر هاوس كوبرز، وغلاكسو سميث كلاين وسينتريكا، وتنافست في الدائرة الانتخابية إيلينغ، وأكتون وشبيردز بوش عام 2001، فاحتلت المركز الثاني نتيجة الحصة المخفضة من الأصوات لصالح الحزب المحافظ. 

## عملها في البرلمان
انتزعت غريننغ مقعد ممثل بوتني من حزب العمال في الانتخابات العامة لعام 2005 في الخامس من أيار/مايو، إذ فازت بـ 15,497 صوتًا (42.4% من الأصوات)، ما أعطاها أفضلية بـ 1,766 صوت (4.8%)، فخلعت توني كولمان المنتمي لحزب العمال والذي شغل هذا المقعد منذ فوزه على ديفيد ميلور عام 1997.
وكأول محافظة تُنتخب عشية الانتخابات، كان انتصار غريننغ الدليل الحقيقي الأول على أن الحزب المحافظ سيخفض من الغالبية العمالية في الحكومة، وسيبدأ بالتعافي من الهزائم الساحقة في الانتخابات العامة في عامي 1997 و2001، وبعد زيارة سابقة لمايكل هاوارد لبوتني لإلقاء خطاب في يومه الأول كقائد للحزب المحافظ، عاد إلى هناك في اليوم التالي للانتخابات ليهنئ المحافظين في بوتني ويلقي الخطاب الذي أعلن فيه عن نيته بالتنحي. كانت غريننغ أصغر عضو محافظ في البرلمان في مجلس العموم حتى انتخاب كلوي سميث في 12 تشرين الأول/أكتوبر عام 2009.
عُيّنت غريننغ نائبة رئيس حزب المحافظين (ومسؤولة عن الشباب) في 15 كانون الأول/ديسمبر عام 2005، علماً أنها كانت قد عُينت قبل ذلك في العام ذاته عضوًا في لجنة العمل والمعاشات، وفي تموز/ يوليو عام 2007، تلو تعديل لوزارة الظل، حصلت غريننغ على ترقية لتصبح وزيرة مندوبة لخزينة الدولة.
وفي كانون الثاني/ يناير من عام 2009، تلو تعديل آخر لوزارة الظل، ترقّت لتصبح وزيرة حكومة الظل للندن، ضمن فريق المجتمعات والحكومة المحلية، وأصبحت مسؤولة عن تمويل الحكومة المحلية، فركزت على النقل ومنافع المجتمع المحلي.
وفي آذار/ مارس عام 2010 عُيّنت مسؤولة عن تنظيم حملة حزب المحافظين للانتخابات العامة في ذاك العام في لندن، وشغلت منصب الوزير الاقتصادي لخزينة الدولة من 13 أيار/ مايو 2010 حتى 14 تشرين الأول/ أكتوبر عام 2011.
أسست غريننغ عام 2018 لدى عودتها للمقاعد الخلفية في مجلس العموم حملة التعهد بالحراك الاجتماعي، وهي مخطط جديد موجّه لتوسيع نطاق الحراك الاجتماعي والفرص في بريطانيا، وأصبحت في وقت لاحق من العام ذاته أول محافظة ذات أقدمية تناصر إجراء استفتاء شعبي جديد بشأن الاتحاد الأوروبي، بحجة أن البرلمان لم يكن قادراً على اتخاذ قرار بشأن خروج بريطانيا من هذا الاتحاد، وبالتالي عليه أن يعيد الأمر للشعب. 